# Cereatta celeripes
Cereatta celeripes is een hooiwagen uit de familie Assamiidae.